# マリサ・アベラ
マリサ・アベラ（Marisa Gabrielle Abela、1996年12月7日 - ）は、イギリスの女優。マリサ・アベーラとも表記される。
イングランド・ブライトン出身。父親はマルタ・リビア系、母親はポーランド・ロシア系のユダヤ人。王立演劇学校（RADA）卒業。
2020年からテレビドラマ『インダストリー』にヤスミン・カーラ＝ハナニ役でレギュラー出演、2025年に第71回英国アカデミー賞テレビ部門主演女優賞を受賞した。
2024年、早逝した稀代の女性アーティストエイミー・ワインハウスの半生を描いた映画『Back to Black エイミーのすべて』で主人公エイミー・ワインハウス役を演じた。
2024年の第78回英国アカデミー賞で、EEライジング・スター賞にノミネートされた。

## 主な出演作品
| 公開年      | 邦題 原題                                    | 役名                     | 備考                             |
| ----------- | -------------------------------------------- | ------------------------ | -------------------------------- |
| 2020-放送中 | インダストリー Industry                      | ヤスミン・カーラ＝ハナニ | テレビドラマ、主演・24エピソード |
| 2023        | バービー Barbie                              | 王女バービー             |                                  |
| 2024        | Back to Black エイミーのすべて Back to Black | エイミー・ワインハウス   |                                  |
| 2025        | ブラックバッグ Black Bag                     | クラリサ                 |                                  |